# 10 Ochotniczy Pułk Piechoty Illinois

10 Ochotniczy Pułk Piechoty Illinois (3 lata) (ang. 10th Illinois Volunteer Infantry Regiment (3 Years)) – pułk piechoty amerykańskiej, wchodzący w czasie wojny secesyjnej w skład Armii Unii.
Sformowany 29 lipca 1861 z większości stanu osobowego 10 Ochotniczego Pułku Piechoty Illinois (3-miesięcznego). Rozwiązany 11 lipca 1865.

## Dowódcy
- Płk James D. Morgan – awansowany na generała brygady 17 lipca 1862.
- Płk John Tillson – rozwiązał pułk w lipcu 1865

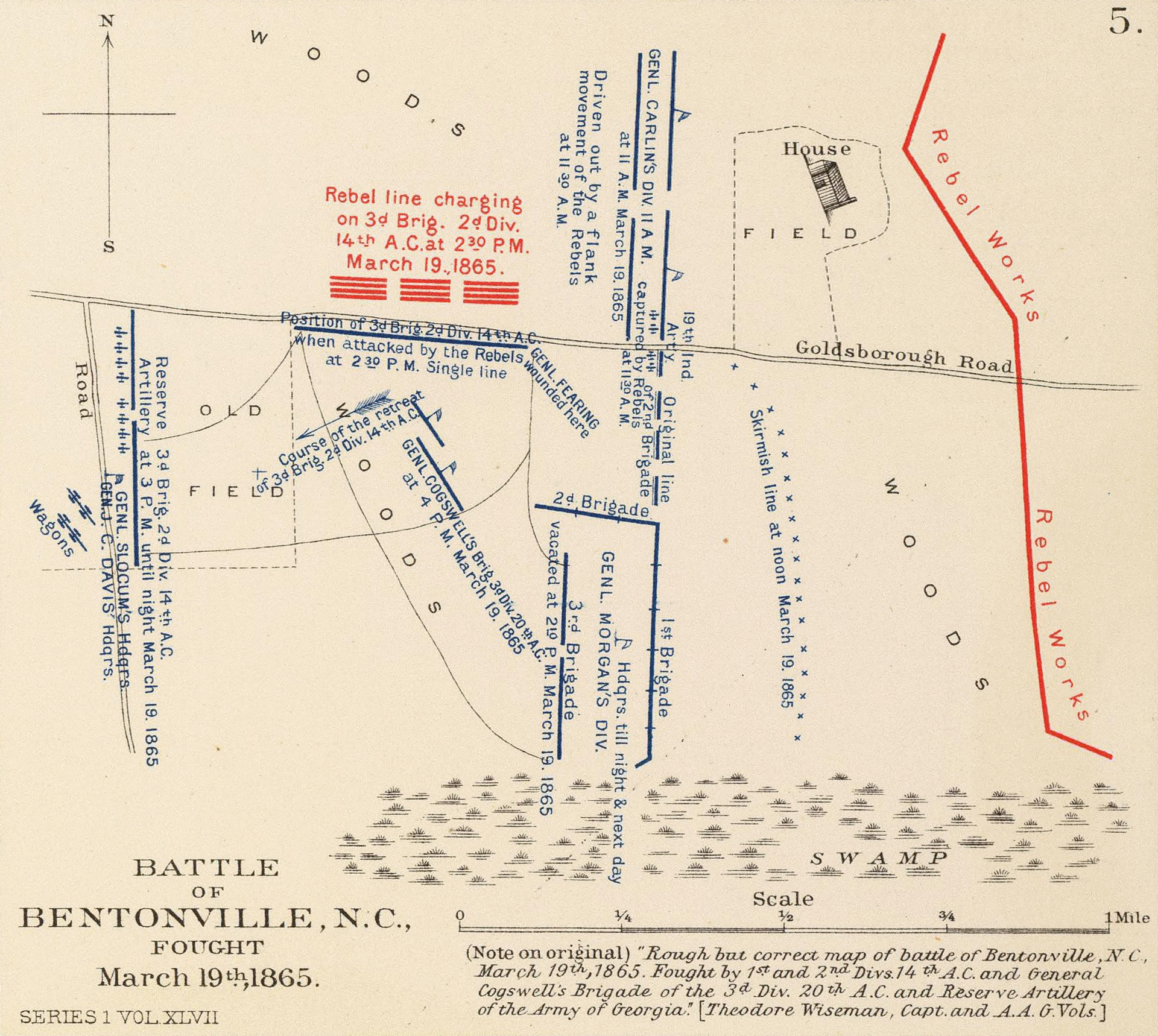
Mapa bitwy pod Bentonville

## Działania zbrojne
- III bitwa pod Chattanoogą (23-25 listopada 1863)
- bitwa pod Atlantą (22 lipca 1864)
- bitwa pod Bentonville (19-21 marca 1865)